# گاه‌شمار تاریخ نوین ارمنستان

## رویدادهای تاریخ ارمنستان از ۱۸۰۴ تا ۱۹۱۴ میلادی

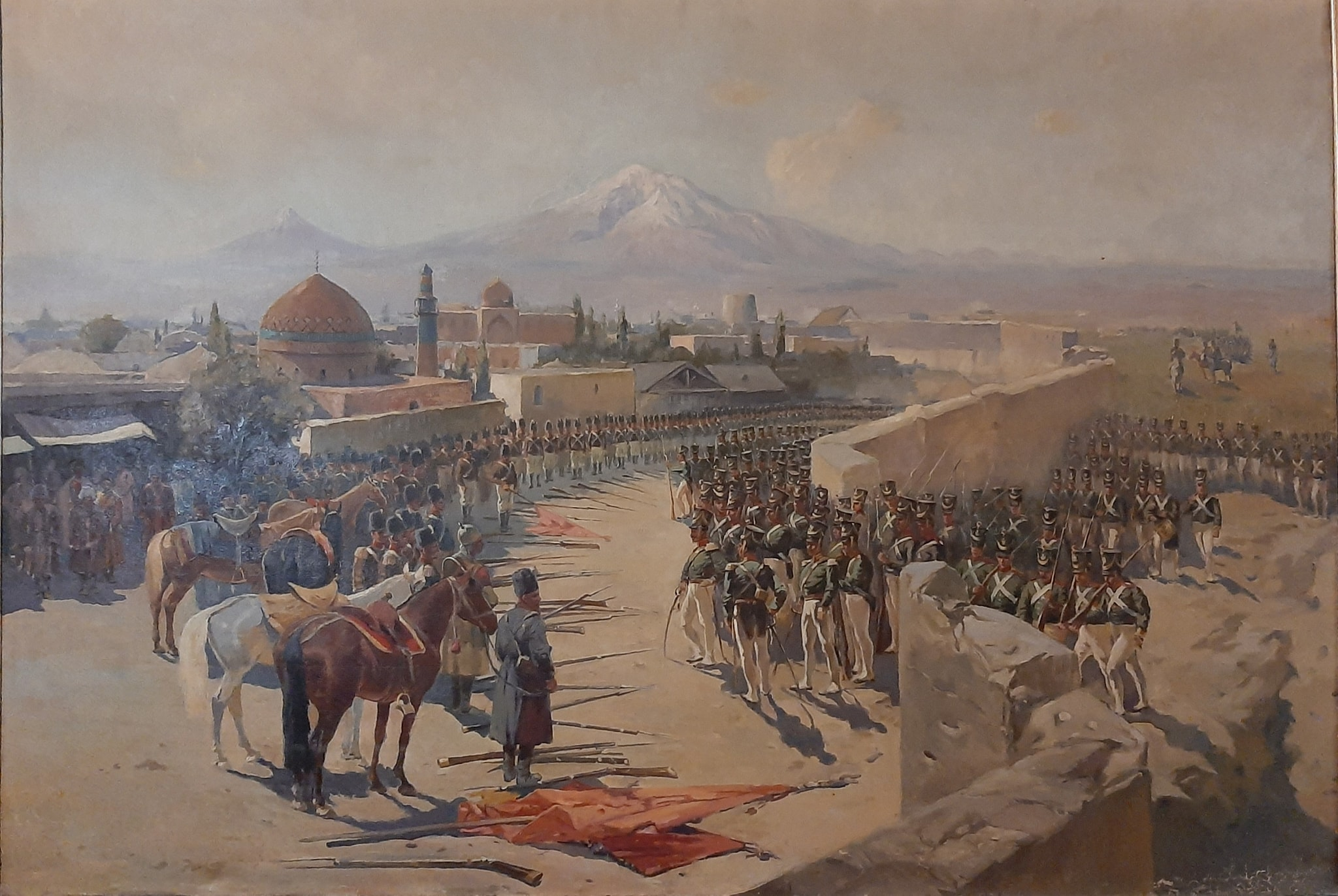
نقاشی از فتح ایروان توسط نیروهای روس

- آغاز دوره اول جنگ‌های ایران و روسیه، (۱۸۰۴ میلادی)
- عهدنامه گلستان میان امپراتوری روسیه و قاجاریان، (۲۴ اکتبر ۱۸۱۳ میلادی)
- افتتاح مؤسسه زبان‌های شرقی لازاریان، (۱۸۱۵ میلادی)
- افتتاح مدرسه نرسیسیان، (۱ اکتبر ۱۸۲۴ میلادی)
- آغاز جنگ ایران و روس (۱۸۲۶ تا ۱۸۲۸)
- تصرف ایروان، (۲۷ اکتبر ۱۸۲۷ میلادی)
- عهدنامه ترکمنچای میان امپراتوری روسیه و قاجاریان، (۲۱ فوریه ۱۸۲۸ میلادی)
- مهاجرت بیش از ۵۰٬۰۰۰ نفر از ایران و ارمنستان غربی به ارمنستان روسیه، (۱۸۲۸–۱۸۲۹ میلادی)
- صعود به کوه آرارات برای اولین بار توسط فردریک پاروت و خاچاطور آبوویان، (۹ اکتبر ۱۸۲۸ میلادی)
- فرمان اجازه تدریس زبان ارمنی در مدارس ارمنی در امپراتوری روسیه، تحت مدیریت کلیسای حواری ارمنی، (۱۸۳۶ میلادی)
- فروپاشی اوبلاست ارمنستان، (۱۸۴۰ میلادی)
- تأسیس کردن ولایت ایروان، (۱۸۵۰ میلادی)
- انتشار رمان زخم‌های ارمنستان در تفلیس، (۱۸۵۸ میلادی)

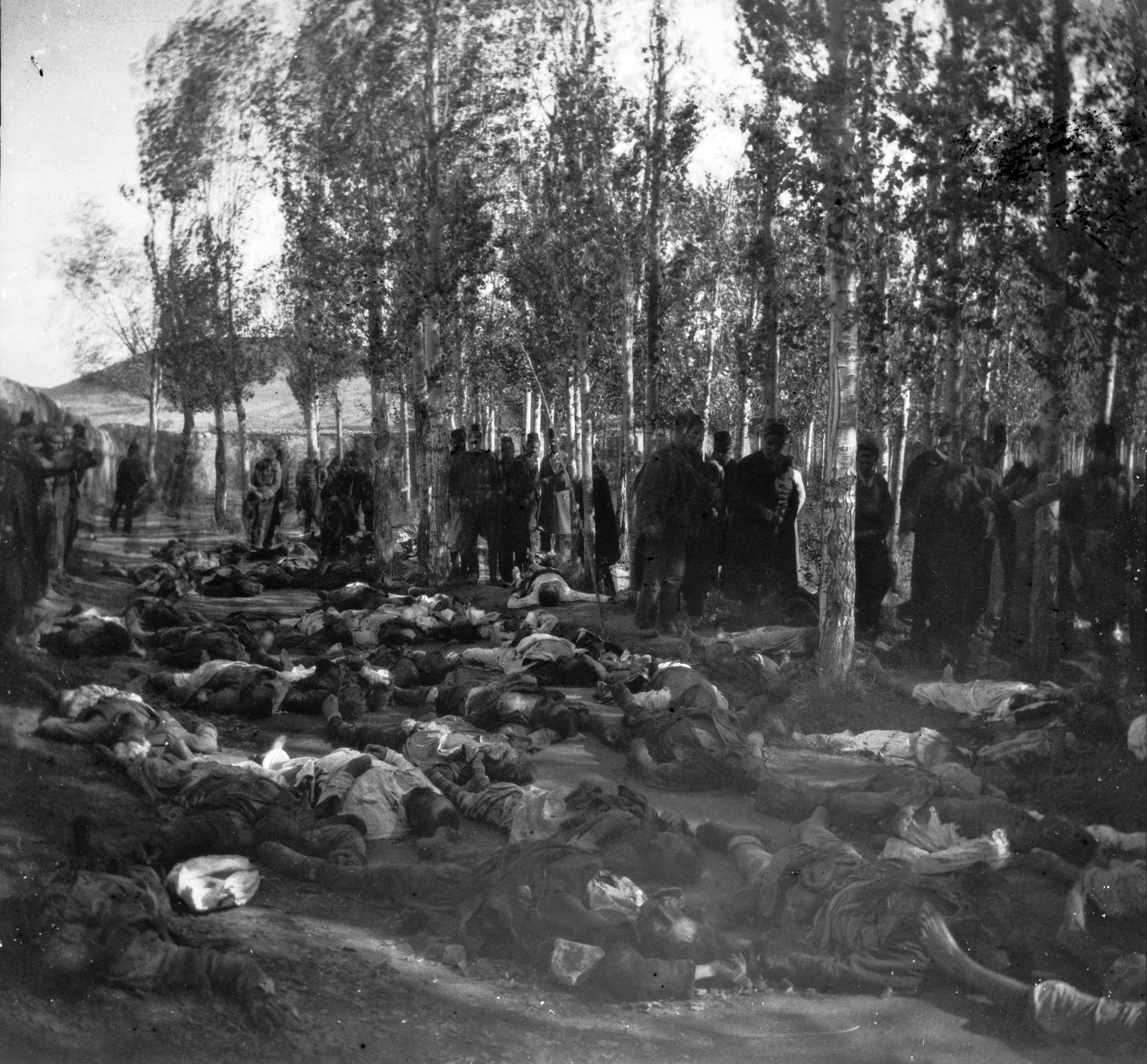
کشتار ارمنی‌های ارزروم، عکاس ویلیام ساچتلبن نوامبر ۱۸۹۵

### جنبش آزادی بخش ملی ارمنی

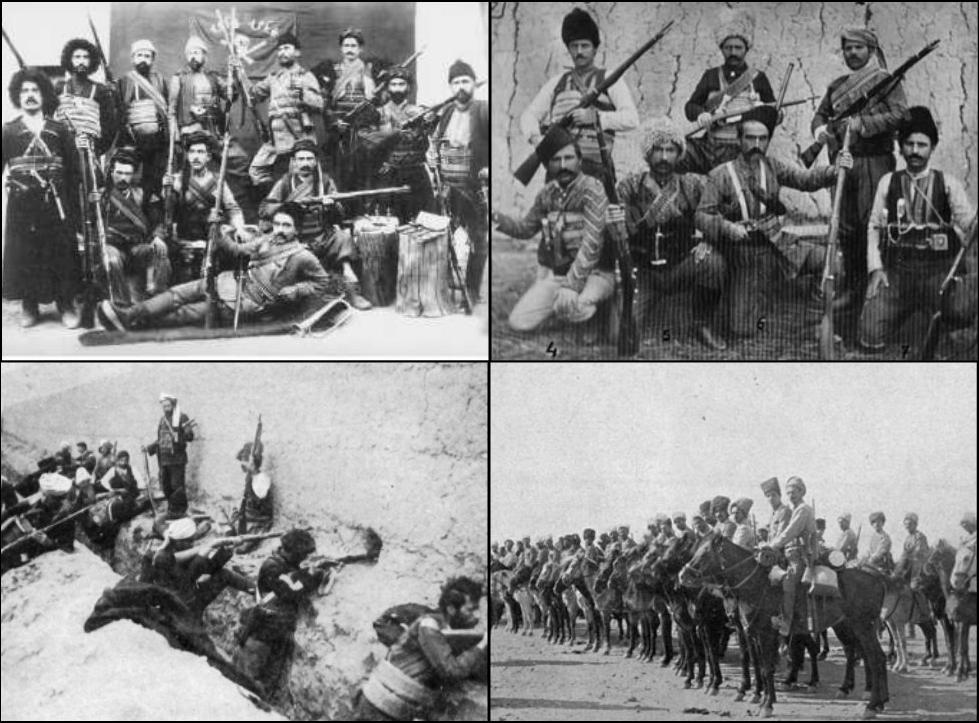
نبرد کلیسای آراکلوتس (۱۹۰۱)، واحدهای داوطلب ارمنی در عملیات جنگی در قفقاز، مقاومت وان و نبردخانه سور (۱۸۹۷)

- شورش زیتون؛ درگیری مردم با نیروهای عثمانی بر سر مالیات، (۱۸۶۲ میلادی)
- اساسنامه ملی ارمنی، (۱۸۶۳ میلادی)
- انتشار روزنامه مشاک در تفلیس، (۱۸۷۲ میلادی)
- افتتاح مدرسه علوم دینی گئورگیان در اچمیادزین، (۱۸۷۴ میلادی)
- آغاز جنگ روسیه و عثمانی (۱۸۷۷–۱۸۷۸)
- مطرح کردن مسئله ارمنی در پیمان سن استفانو (۳ مارس ۱۸۷۸ میلادی)
- منعقد شدن کنگره برلین، (۱۳ ژوئن – ۱۳ ژوئیه ۱۸۷۸ میلادی)
- ممنوع شدن فعالیت مدارس و روزنامه‌های ارمنی در ارمنستان روسیه و امپراتوری روسیه، (۱۸۸۲ میلادی)
- تشکیل حزب آرمناکان در وان، (۱۸۸۵ میلادی)
- تشکیل حزب سوسیال دموکرات هنچاکیان در ژنو، (۱۸۸۷ میلادی)
- درگذشت رافی، پدر رمان تاریخی ارمنی در تفلیس، (۲۵ آوریل ۱۸۸۸ میلادی)

### جنبش مسلحانه (۱۸۸۹–۱۹۱۴)
- نبرد باش‌قلعه (۱۸۸۹)، (مه ۱۸۸۹ میلادی)
- تشکیل حزب فدراسیون انقلابی ارمنی، در تفلیس، (۱۸۹۰ میلادی)
- تشکیل گروه سرکیس گوگونیان، (۲۷ سپتامبر ۱۸۹۰ میلادی)
- مگردیچ خریمیان جاثلیق کل ارمنیان می‌شود، (۱۸۹۲ میلادی)
- مقاومت ساسون (۱۸۹۴)، (۱۸۹۴ میلادی)
- کشتار حمیدیه، (۱۸۹۴–۱۸۹۶ میلادی)
- مقاومت زیتون (۱۸۹۵–۱۸۹۶)، (اکتبر ۱۸۹۵ میلادی)
- مقاومت وان (۱۸۹۶)، (۳ تا ۱۱ ژوئن ۱۸۹۶ میلادی)
- تسخیر بانک عثمانی (۱۸۹۶)، (۲۶ اوت ۱۸۹۶ میلادی)
- نبردخانه سور (۱۸۹۷)، (۲۵ تا ۲۷ ژوئیه ۱۸۹۷ میلادی)
- نبرد کلیسای آراکلوتس (۱۹۰۱)، (نوامبر ۱۹۰۱ میلادی)
- دستور مصادره اموال کلیسای ارمنیان توسط روسیه تزاری، (۱۲ ژوئن ۱۹۰۳ میلادی)
- شورش ساسون (۱۹۰۴)، (۱۹۰۴ میلادی)
- انقلاب روسیه (۱۹۰۵)، (۲۲ ژانویه ۱۹۰۵ میلادی)
- کشتار ارمنی-تاتار ۱۹۰۵–۱۹۰۷، (۱۹۰۵–۱۹۰۷ میلادی)
- ترور عبدالحمید دوم (۱۹۰۵)، (۲۱ ژوئیه ۱۹۰۵ میلادی)
- فوت مگردیچ خریمیان، (۱۹۰۷ میلادی)
- انقلاب ترکان جوان، (۱۹۰۸ میلادی)
- قتل‌عام آدانا، (۱۴ آوریل ۱۹۰۹ میلادی)
- گئورک پنجم جاثلیق کل ارمنیان می‌شود، (۱۹۱۱ میلادی)
- توقیف و تبعید آزادی خواهان و روشن فکران و اعضاء احزاب ارمنی توسط روس‌ها، (ژانویه ۱۹۱۲ میلادی)
- کنگره ارمنی در ارزروم، (۲ اوت ۱۹۱۴ میلادی)
- تهاجم برگمن، (۱ نوامبر ۱۹۱۴ میلادی)
- آغاز عملیات جنگی در قفقاز، (یکم نوامبر ۱۹۱۴ میلادی)

## جنگ جهانی اول و نسل‌کشی ارمنیان (۱۹۱۵–۱۹۱۸)
- نبرد ساری‌قمیش، (۱۹۱۴ میلادی)
- نبرد اردهان، (۲۵ دسامبر ۱۹۱۴ تا ۱۸ ژانویه ۱۹۱۵ میلادی)
- مقاومت زیتون (۱۹۱۵)، (مارس ۱۹۱۵ میلادی)
- مقاومت وان، (آوریل تا مه ۱۹۱۵ میلادی)
- فرمان و تصویب قانون تهجیر، (۲۷ مه ۱۹۱۵ میلادی)
- شورش شبین قره‌حصار، (ژوئن ۱۹۱۵ میلادی)
- مقاومت موسی داغ، (ژوئن ۱۹۱۵ میلادی)
- نبرد ملازگرد (۱۹۱۵)، (۲۶ ژوئیه ۱۹۱۵ میلادی)
- نبرد شانلی‌اورفه، (سپتامبر ۱۹۱۵ میلادی)
- تهاجم ارزروم، (۱۰ ژانویه ۱۹۱۶ تا ۱۶ فوریه ۱۹۱۶ میلادی)
- عملیات جنگی در ترابزون، (۵ فوریه تا ۱۵ آوریل ۱۹۱۶ میلادی)
- نبرد ارزنجان، (۲ تا ۲۵ اوت ۱۹۱۶ میلادی)
- نبرد بتلیس، (اوت ۱۹۱۶ میلادی)

|                                          |  |  |
| پرچم و نشان نظامی اولین جمهوری ارمنستان. |  |  |

## اولین جمهوری ارمنستان (۱۹۱۸ تا ۱۹۲۰)
- آتش‌بس ارزنجان، (۱۸ دسامبر ۱۹۱۷ میلادی)
- نبرد سارداراباد، (۲۱ تا ۲۷ مه ۱۹۱۸ میلادی)
- تشکیل مجلس ملی ارمنستان (۱۹۱۷—۱۹۱۸)، (۲۸ مه ۱۹۱۸ میلادی)
- تشکیل اولین جمهوری ارمنستان، (۲۸ مه ۱۹۱۸ میلادی)
- پیمان باتوم، (۴ ژوئن ۱۹۱۸)
- متارکه مودروس، (۳۰ اکتبر ۱۹۱۸ میلادی)
- اشغال قسطنطنیه، (۱۳ نوامبر ۱۰۱۸ میلادی)
- کنترل اوبلاست قارص توسط اولین جمهوری ارمنستان، (ژانویه ۱۹۱۹ میلادی)
- درگذشت آرام مانوکیان مؤسس و اولین وزیر کشور، (۲۹ ژانویه ۱۹۱۹ میلادی)
- اعلام ارمنستان متحد و مستقل در ایروان، (۲۸ مه ۱۹۱۹ میلادی)
- پیمان ورسای، (۲۸ ژوئن ۱۹۱۹ میلادی)
- محاکمه مسببان نسل‌کشی ارمنی‌ها، (۱۵ ژوئیه ۱۹۱۹ میلادی)
- قیام مه، (۱۰ مه ۱۹۲۰ میلادی)
- معاهده سور، (۱۰ اوت ۱۹۲۰ میلادی)
- جنگ ارمنستان–ترکیه، (۱۹۲۰ میلادی)
- اشغال ارمنستان توسط ارتش سرخ شوروی، (۲۹ نوامبر ۱۹۲۰ میلادی)
- عهدنامه آلکساندروپل، (۲ دسامبر ۱۹۲۰ میلادی)

## رویدادهای تاریخ ارمنستان از ۱۹۲۱ تا ۱۹۸۷ میلادی
- شورش فوریه، (فوریه - آوریل ۱۹۲۱ میلادی)
- اجرای حکم مرگ طلعت پاشا توسط سوقومون تهلیریان در عملیات نمسیس، (۱۵ مارس ۱۹۲۱ میلادی)
- عهدنامه مسکو (۱۹۲۱)، (۱۶ مارس ۱۹۲۱ میلادی)
- جمهوری کوهستانی ارمنستان، (۱۳ ژوئیه ۱۹۲۱ میلادی)
- عهدنامه قارص، (۱۳ اکتبر ۱۹۲۱ میلادی)
- اجرای حکم مرگ جمال پاشا توسط پطروس تر-بوغوسیان، آرتاشس گورکیان و استپان دزاقیگیان در عملیات نمسیس، (۱۵ مارس ۱۹۲۱ میلادی)
- درگذشت هوهانس تومانیان، (۲۳ مه ۱۹۲۳ میلادی)
- درگذشت آندرانیک اوزانیان، (۳۱ اوت ۱۹۲۷ میلادی)
- درگذشت کومیتاس وارداپت، (۲۲ اکتبر ۱۹۳۵ میلادی)
- قربانیان ارمنی در پاکسازی بزرگ، (۱۹۳۶ تا ۱۹۴۳ میلادی)
- درگذشت آغاسی خانجیان، (۶ ژوئیه ۱۹۳۶ میلادی)
- گریگور هاروتیونیان،انتخاب به عنوان دبیر اول حزب کمونیست ارمنستان شوروی (۱۹۳۷ تا ۱۹۵۳ میلادی)
- درگذشت یقیشه چارنتس، (۲۹ نوامبر ۱۹۳۷ میلادی)
- شرکت ارمنیان بین سیصد تا پانصد هزار نفر (تاریخ نظامی ارمنستان)، در جنگ جهانی دوم، (۲۲ ژوئن ۱۹۴۱ میلادی)
- درگذشت گارگین نژده، (۲۱ دسامبر ۱۹۵۵ میلادی)
- درگذشت آوتیک ایساهاکیان، (۱۷ اکتبر ۱۹۵۷ میلادی)
- تظاهرات ۱۹۶۵ ایروان، (۲۴ آوریل ۱۹۶۵ میلادی)
- آنتون کوچینیان، نخست وزیر ارمنستان، (۱۹۵۲ تا سال ۱۹۶۶ میلادی)
- افتتاح یادمان نسل‌کشی ارمنی‌ها، (۲۹ نوامبر ۱۹۶۷ میلادی)
- درگذشت بارویر سواگ، (۱۷ ژوئن ۱۹۷۱ میلادی)
- درگذشت ماردیروس ساریان، (۵ مه ۱۹۷۲ میلادی)
- درگذشت آرام خاچاتوریان، (۱ مه ۱۹۷۸ میلادی)
- درگذشت ویلیام سارویان، (۱۸ مه ۱۹۸۱ میلادی)
- درگذشت هوهانس شیراز، (۱۴ مارس ۱۹۸۴ میلادی)
- به رسمیت شناختن نسل‌کشی ارمنیان و محکوم کردن انکار ترکیه توسط پارلمان اروپا، (۱۸ ژوئن ۱۹۸۷ میلادی)[۱]

## رویدادهای تاریخ ارمنستان از ۱۹۸۸ تا ۱۹۹۶ میلادی
- کشتار سومقاییت، (۲۸ فوریه ۱۹۸۸ میلادی)
- قتل‌عام گنجه، (نوامبر ۱۹۸۸ میلادی)
- زمین‌لرزه اسپیتاک ( ۷ دسامبر ۱۹۸۸)
- قتل‌عام باکو، (۱۳ ژانویه ۱۹۹۰)
- لوون تر-پتروسیان، نخستین رئیس‌جمهور ارمنستان، (۱۱ نوامبر ۱۹۹۱ میلادی)
- عضویت ارمنستان در سازمان ملل متحدد، (۲ مارس ۱۹۹۲ میلادی)
- کشتار ماراقا، (آوریل ۱۹۹۲ میلادی)

## رویدادهای تاریخ ارمنستان از ۱۹۹۷ تا ۲۰۰۷ میلادی
- روبرت کوچاریان، دومین رئیس‌جمهور ارمنستان، (۴ فوریه ۱۹۹۸ میلادی)
- برگزاری اولین دوره بازی‌های پان‌ارمنی، (۲۸ اوت تا ۵ سپتامبر ۱۹۹۹ میلادی)
- سفر ژان پل دوم به ارمنستان، به مناسبت جشن هزار هفتصدمین سالگرد پذیرش مسیحیت به عنوان دین رسمی ارمنیان (۲۵ سپتامبر ۲۰۰۱ میلادی)
- به قتل رسیدن ستوان ارتش ارمنستان گورگن مارگاریان، توسط رامیل صفرف، (۱۹ فوریه ۲۰۰۴ میلادی)
- درگذشت سیلوا کاپوتیکیان، (۲۵ اوت ۲۰۰۶ میلادی)
- به قتل رسیدن روزنامه‌نگار ترکیه‌ای ارمنی‌تبار هرانت دینک، توسط اوگون ساماست، یک ملی‌گرای و دست‌راستی تندرو ۱۷ سالهٔ تُرک، (۱۹ ژانویه ۲۰۰۷ میلادی)
- افتتاح خطوط لوله گاز ایران به ارمنستان، (۱۹ مارس ۲۰۰۷ میلادی)
- درگذشت آندرانیک مارگاریان، (۲۵ مارس ۲۰۰۷ میلادی)

## رویدادهای تاریخ ارمنستان از ۲۰۰۸ تا ۲۰۱۵ میلادی
- سرژ سرکیسیان، سومین رئیس‌جمهور ارمنستان، (۹ آوریل ۲۰۰۸ میلادی)
- سقوط پرواز شماره ۷۹۰۸ هواپیمایی کاسپین، (۱۵ ژوئیه ۲۰۰۹ میلادی)
- کشف کفش آرنی-۱، (۹ ژوئن ۲۰۱۰ میلادی)
- افتتاح تله کابین بال‌های تاتو، (۱۶ اکتبر ۲۰۱۰ میلادی)
- کشف شراب‌خانه آرنی-۱، (۱۰ ژانویه ۲۰۱۱ میلادی)
- برگزاری صدمین سالگرد نسل‌کشی ارمنی‌ها، (۲۴ آوریل ۲۰۱۵ میلادی)

## رویدادهای تاریخ ارمنستان از ۲۰۱۶ تا ۲۰۱۸ میلادی
- برگزاری ۱۷مین نشست سازمان بین‌المللی فرانکفونی در ایروان (۱۱ و ۱۲ اکتبر ۲۰۱۸ میلادی)
- انتخابات مجلس ارمنستان (۲۰۱۸)، (۹ دسامبر ۲۰۱۸ میلادی)